# Amber Heard
Amber Laura Heard (Austin, 22 aprile 1986) è un'attrice statunitense.

## Biografia
Di origini inglesi, scozzesi, irlandesi e tedesche, nasce in Texas da David, un noto imprenditore di Austin, e Paige, impiegata statale. Amber cresce in un ambiente cattolico frequentando la scuola privata St. Michael's Catholic Academy. Lascia la scuola a 16 anni, ancor prima di ottenere il diploma, per andare a New York e lavorare come modella. A 17 anni si trasferisce a Los Angeles per perseguire la carriera di attrice.
La sua carriera da attrice inizia con una serie di comparse in videoclip, film e serie televisive. Nel 2004 ottiene il ruolo di Liz nell'episodio pilota di Jack & Bobby, appare nella serie TV The Mountain e in un episodio della serie The O.C.. Nello stesso anno è nel cast del suo primo film, Friday Night Lights. Nel 2005 appare in Side FX, film horror indipendente, nel ruolo di Shay. Nello stesso anno e nei due successivi avrà altri ruoli marginali in Dead Sexy - Bella da morire, Price to Pay e You Are Here. Viene notata dal pubblico per i suoi ruoli in North Country - Storia di Josey (2005) con Charlize Theron e in Alpha Dog. Nel 2006 appare in un episodio della serie Criminal Minds. Nello stesso anno è la protagonista dell'horror indipendente All The Boys Love Mandy Lane; la pellicola, presentata al Toronto International Film Festival, riceve critiche positive, nonostante ciò non raggiunge i cinema e viene distribuita direct-to-video solo nel 2008.

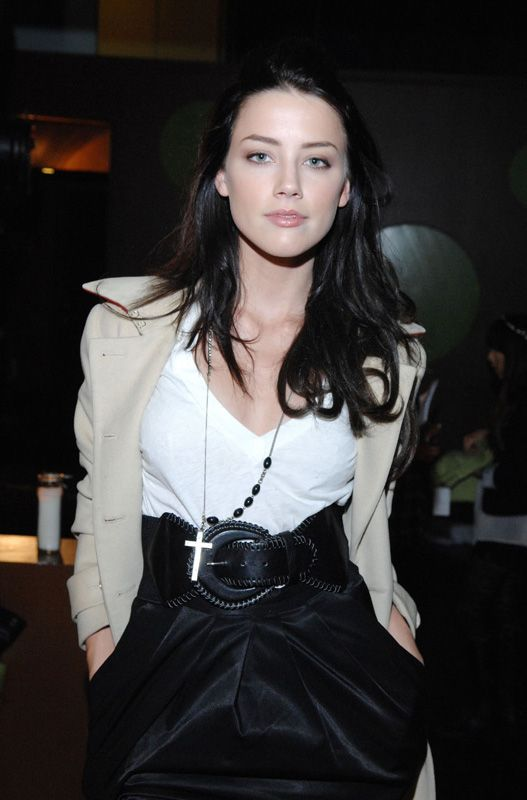
Amber Heard nel 2009

Acquisisce una certa popolarità nel 2007 con Hidden Palms, serie televisiva dove interpreta Greta Matthwes; per ottenere la parte ha dovuto seguire una dieta rigida, della durata di quattro mesi, durante i quali ha perso circa 12 chili. Appare inoltre nel film Remember the Daze, il quale partecipa al Los Angeles Film Festival e ha una distribuzione limitata nelle sale cinematografiche nell'aprile 2008.
Sempre nel 2008 è nel cast della commedia Strafumati e in Never Back Down - Mai arrendersi. Nello stesso anno appare in un episodio della serie televisiva Californication, oltre a essere la co-protagonista del film The Joneses al fianco di Demi Moore. Nel 2009 partecipa a The Informers - Vite oltre il limite, film ispirato al romanzo Acqua dal sole di Bret Easton Ellis. La pellicola non ottiene ottime critiche, inoltre Amber appare prevalentemente senza veli e in scene di sesso. Qualche anno dopo l'attrice rivela durante un'intervista di essere rimasta delusa dal risultato della produzione e di aver valutato male il suo ruolo, che invece nel romanzo originale ha una certa rilevanza. Il 2010 la vede protagonista e produttrice del film indipendente And Soon the Darkness, remake dell'omonimo thriller del 1970. Il film viene distribuito direttamente in home video e non ottiene ottime critiche. Nello stesso anno, a dicembre, esce The Ward - Il reparto, horror diretto da John Carpenter di cui è protagonista.

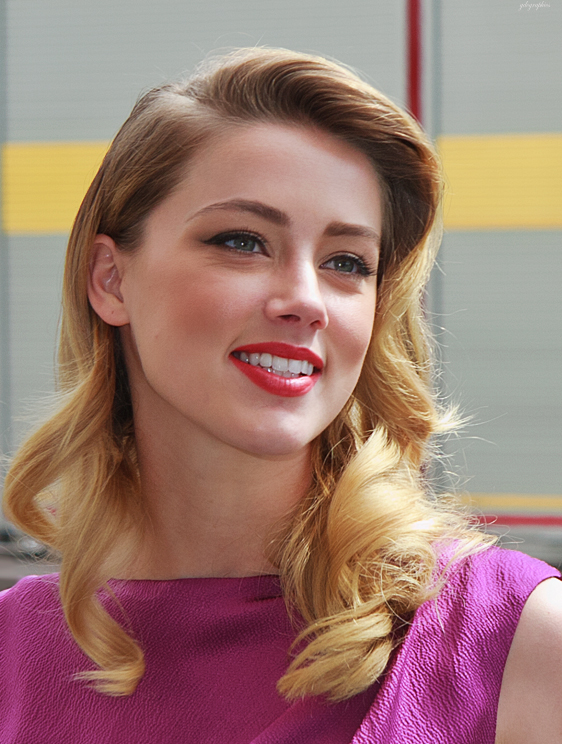
Amber Heard nel 2010

Nel 2011 arriva alla grande popolarità mondiale. Prima è co-protagonista, al fianco di Nicolas Cage, di Drive Angry, e successivamente recita con Johnny Depp in The Rum Diary - Cronache di una passione, tratto dall'omonimo romanzo dello scrittore Hunter Stockton Thompson. Nel mese di febbraio viene inoltre ingaggiata per essere la protagonista dell'episodio pilota di The Playboy Club, serie televisiva ambientata nell'omonimo club di Chicago degli anni 1960 e ideata dagli stessi autori di Mad Men; poche settimane dopo, la NBC comunica di aver ordinato la produzione di una stagione completa della serie. 
Oltre al cinema e alla televisione l'attrice è impegnata anche in ambito pubblicitario: diventa infatti il volto di Guess? per la campagna autunnale; per l'occasione viene ritratta dalla celebre fotografa Ellen von Unwerth. A giugno dello stesso anno è impegnata a New York sul set di Syrup, adattamento cinematografico dell'omonima opera letteraria di Max Barry, in cui Amber interpreta il ruolo di 6. Nel corso del 2013 è nel cast principale di Machete Kills e Il potere dei soldi.
Nel 2015 è nel cast di Magic Mike XXL, accanto a Channing Tatum, oltre a essere nel cast di The Danish Girl, presentato in concorso alla 72ª Mostra internazionale d'arte cinematografica di Venezia. Nel 2017 veste i panni di Mera nel film Justice League, diretto da Zack Snyder e Joss Whedon. L'anno successivo riprende il ruolo di Mera in Aquaman, dove viene accompagnata da Jason Momoa, Nicole Kidman e Willem Dafoe: Aquaman diviene il quinto film più proficuo dell'anno nonché il primo tra quelli del DC Extended Universe. Nel 2019 ha un piccolo ruolo nel film indipendente Her Smell, dov'è presente anche Elisabeth Moss.

## Vita privata
È un'attivista nell'ambito dei diritti civili, soprattutto in riferimento alle coppie omosessuali. Nel 2008 ha partecipato alle manifestazioni contro il risultato referendario della California Proposition 8. Il suo nome è legato a diverse associazioni, tra cui Gay & Lesbian Alliance Against Defamation, Amnesty International, Girl Up, Human Rights Campaign, Habitat for Humanity. A poche settimane dalla messa in onda di The Playboy Club, le sono state mosse molte critiche da parte di associazioni femministe e di aggregazioni religiose; particolare disprezzo è stato espresso dalla leader del movimento femminista degli anni 1960, Gloria Steinem; in risposta a tali critiche Heard ha ribattuto di considerarsi lei stessa una femminista e che, pur rispettando la Steinem, crede che i tempi siano cambiati e che sia necessario dunque un cambiamento nel modo di agire del movimento per i diritti delle donne.
Nel 2009 è stata arrestata con l'accusa di aggressione nei confronti della pittrice e fotografa statunitense Tasya van Ree, sua compagna dall'anno precedente; in tribunale tuttavia il procuratore distrettuale ha scelto di non procedere, per cui il caso è stato archiviato. Van Ree ha successivamente difeso Heard dichiarando che l'attrice era stata ingiustamente arrestata, per via di un'incomprensione inasprita da presunti atteggiamenti omofobici dei due poliziotti responsabili dell'arresto.

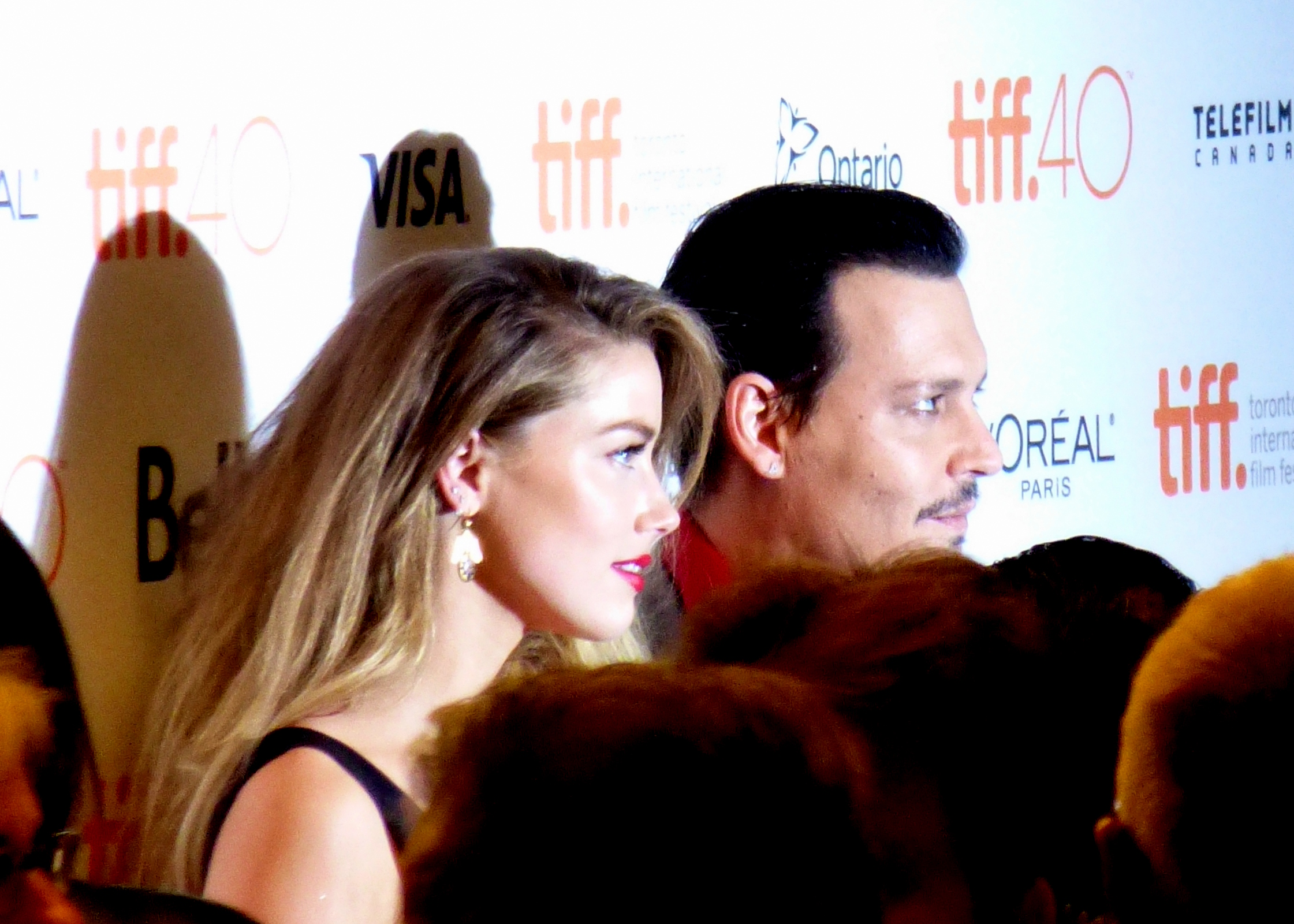
Da sinistra: Amber Heard e l'allora marito Johnny Depp nel 2015 al Toronto Film Festival per l'anteprima di Black Mass - L'ultimo gangster

Nel 2010 ha fatto coming out durante la serata di gala per il 25º anniversario della Gay & Lesbian Alliance Against Defamation, parlando per la prima volta della propria bisessualità. A proposito della sua sessualità, ha dichiarato: «Ho avuto relazioni di successo con gli uomini, e adesso con una donna. Amo chi mi piace, è la persona che conta». In seguito alle sue dichiarazioni durante la cerimonia dei GLAAD Awards, il nome di Heard è stato erroneamente accompagnato dalla definizione di «lesbica» sui media internazionali; l'attrice ha però detto di sentirsi infastidita da ciò, in quanto «libera da etichette».
Nel 2012 ha iniziato una relazione con il collega Johnny Depp, conosciuto l'anno prima sul set del film The Rum Diary - Cronache di una passione, con cui poi si è fidanzata all'inizio del 2014. L'anno successivo, il 3 febbraio la coppia si è sposata con rito civile nella casa dell'attore a West Hollywood. Nel maggio 2016, dopo 15 mesi di matrimonio, Heard chiede il divorzio da Depp adducendo violenze fisiche e ottenendo nell'immediato un divieto di avvicinamento nei confronti del coniuge. La coppia conclude le pratiche del divorzio nell'agosto 2016, poi ufficializzato nel gennaio 2017, quando Heard ha ottenuto un assegno di divorzio pari a 7 milioni di dollari, promessi in donazione all'American Civil Liberties Union (ACLU) e al Children Hospital di Los Angeles. Nel 2022 l'ACLU ha dichiarato tramite i propri rappresentanti legali che la liquidazione totale del lascito è prevista per il 2027.
Amber Heard ha una figlia, nata nell'aprile 2021 da madre surrogata.
Nella primavera 2022 si è svolto il processo tra i due ex coniugi Depp, molto seguito mediaticamente, che verteva sull'accusa di diffamazione lanciata da Depp nei confronti di Heard e sulla controquerela per diffamazione presentata dall'attrice contro l'ex marito. Il procedimento ha avuto inizio l'11 aprile per poi concludersi il 1º giugno con sentenza formulata dal tribunale di Fairfax, in Virginia, che si è espresso in favore sia di Depp che di Heard. La giuria ha condannato Heard a risarcire l'ex marito con un totale di 10,35 milioni di dollari e ha contestualmente condannato Depp a risarcire l'ex moglie per 2 milioni di dollari perché, tramite il proprio avvocato, aveva definito le accuse di Heard “un imbroglio”. In seguito al verdetto, sia Heard che Depp presentarono istanza di appello, successivamente ritirata nel dicembre 2022 a seguito del patteggiamento tra i due ex coniugi.

## Filmografia

### Cinema

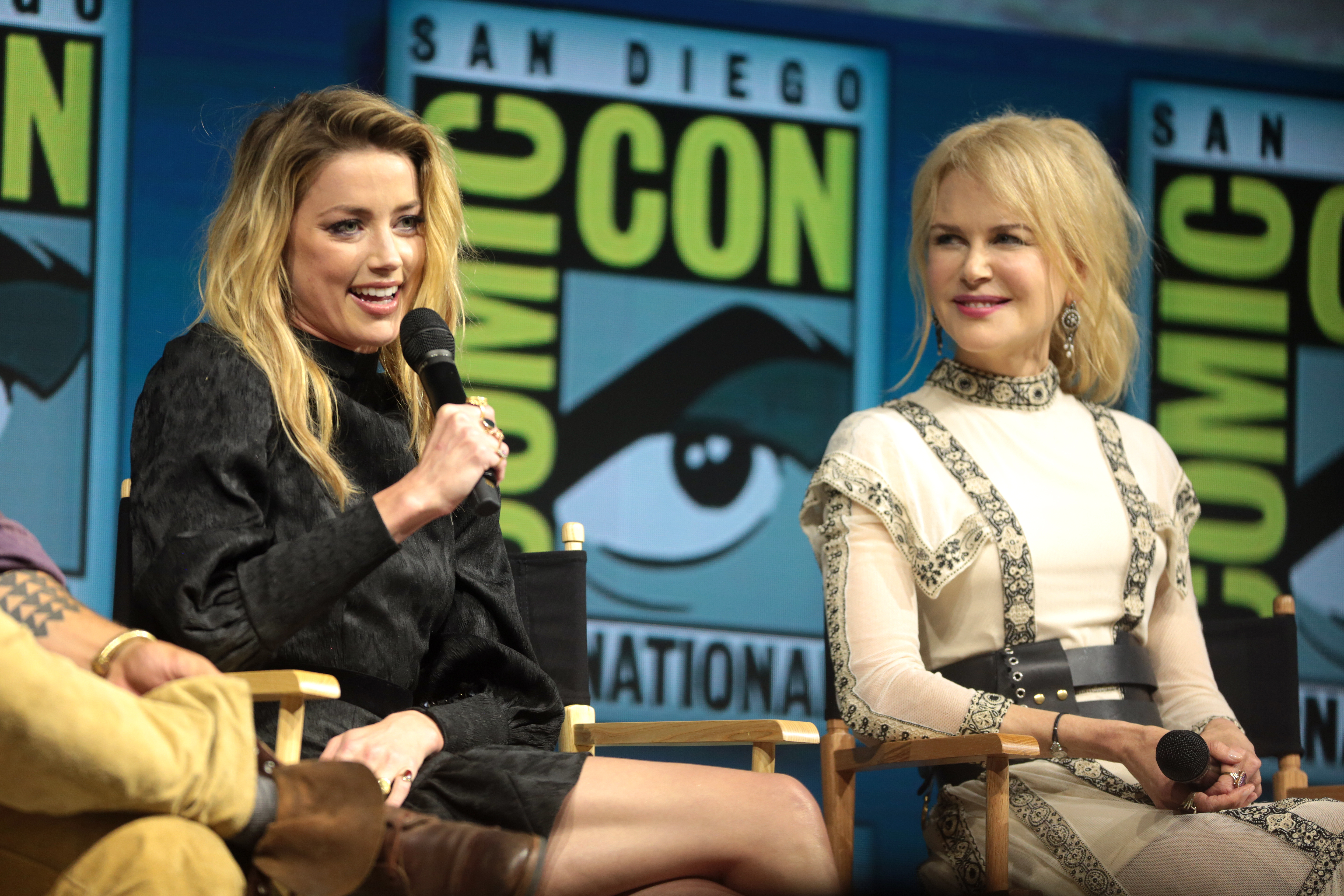
Da sinistra: Amber Heard e Nicole Kidman nel 2018 al San Diego Comic-Con International per la promozione di Aquaman

- Friday Night Lights, regia di Peter Berg (2004)
- SideFX, regia di Patrick Johnson (2005)
- Eisley: I Wasn't Prepared, regia di Marvin Scott Jarrett - cortometraggio (2005)
- Dead Sexy - Bella da morire (Drop Dead Sexy), regia di Michael Philip (2005)
- North Country - Storia di Josey (North Country), regia di Niki Caro (2005)
- Alpha Dog, regia di Nick Cassavetes (2006)
- All the Boys Love Mandy Lane, regia di Jonathan Levine (2006)
- Price to Pay, regia di Michael McCready (2006)
- You Are Here, regia di Henry Pincus (2007)
- Day 73 with Sarah, regia di Brent Hanley - cortometraggio (2007)
- The Beautiful Ordinary, regia di Jess Manafort (2007)
- Never Back Down - Mai arrendersi (Never Back Down), regia di Jeff Wadlow (2008)
- Strafumati (Pineapple Express), regia di David Gordon Green (2008)
- The Informers - Vite oltre il limite (The Informers), regia di Gregor Jordan (2008)
- Come ti ammazzo l'ex (ExTerminators), regia di John Inwood (2009)
- The Joneses, regia di Derrick Borte (2009)
- Benvenuti a Zombieland (Zombieland), regia di Ruben Fleischer (2009)
- Il segreto di David - The Stepfather (The Stepfather), regia di Nelson McCormick (2009)
- Il fiume delle verità (The River Why), regia di Matthew Leutwyler (2010)
- The Ward - Il reparto (The Ward), regia di John Carpenter (2010)
- And Soon the Darkness, regia di Marcos Efron (2010)
- Drive Angry, regia di Patrick Lussier (2011)
- The Rum Diary - Cronache di una passione (The Rum Diary), regia di Bruce Robinson (2011)
- Syrup, regia di Aram Rappaport (2013)
- Il potere dei soldi (Paranoia), regia di Robert Luketic (2013)
- Machete Kills, regia di Robert Rodriguez (2013)
- 3 Days to Kill, regia di McG (2014)
- Le verità sospese (The Adderall Diaries), regia di Pamela Romanowsky (2015)
- Ancora una volta (One More Time), regia di Robert Edwards (2015)
- Magic Mike XXL, regia di Gregory Jacobs (2015)
- The Danish Girl, regia di Tom Hooper (2015)
- I Do... Until I Don't, regia di Lake Bell (2017)
- Justice League, regia di Zack Snyder (2017) – Mera
- Her Smell, regia di Alex Ross Perry (2018)
- London Fields, regia di Mathew Cullen (2018)
- Aquaman, regia di James Wan (2018) – Mera
- Gully, regia di Nabil Elderkin (2019)
- Zack Snyder's Justice League, regia di Zack Snyder (2021) – Mera
- In the Fire, regia di Conor Allyn (2023)
- Aquaman e il regno perduto (Aquaman and the Lost Kingdom), regia di James Wan (2023) – Mera

### Televisione
- Jack & Bobby – serie TV, episodio 1x01 (2004)
- The Mountain – serie TV, episodio 1x08 (2004)
- The O.C. – serie TV, episodio 2x15 (2005)
- Criminal Minds – serie TV, episodio 1x18 (2006)
- Hidden Palms – serie TV, 8 episodi (2007)
- Californication – serie TV, episodio 1x08 (2007)
- The Cleveland Show – serie TV, 1 episodio (2010) – voce
- The Playboy Club – serie TV, 7 episodi (2011)
- The Prince, regia di Gavin O'Connor – film TV (2015)
- The Stand - miniserie TV, 8 episodi (2020-2021)

## Teatro
- Spirit of the People di Jeremy O. Harris, regia di Katina Medina Mora. Williamstown Theatre Festival di Williamstown (2025)

## Riconoscimenti
- Young Hollywood Awards
  - 2008 – Breakthrough Performance Award

- Dallas International Film Festival
  - 2010 – Dallas Star Award

- Saturn Award
  - 2019 – Candidatura alla miglior attrice non protagonista per Aquaman[30]

## Doppiatrici italiane
Nelle versioni in italiano delle opere in cui ha recitato, Amber Heard è stata doppiata da:
- Domitilla D'Amico in Never Back Down - Mai arrendersi, Il segreto di David - The Stepfather, The Rum Diary - Cronache di una passione, Machete Kills, 3 Days to Kill, Magic Mike XXL, The Danish Girl, London Fields, Depp contro Heard
- Chiara Gioncardi in Criminal Minds, And Soon the Darkness, The Ward - Il reparto, Drive Angry, Il potere dei soldi, In the Fire
- Francesca Manicone in Justice League, Aquaman, The Stand, Zack Snyder's Justice League, Aquaman e il regno perduto
- Elena Liberati in Benvenuti a Zombieland, Il fiume delle verità
- Eleonora Reti in The O.C.
- Emanuela D'Amico in Alpha Dog
- Laura Latini in The Informers - Vite oltre il limite
- Laura Facchin in Strafumati
- Gea Riva in Come ti ammazzo l'ex
- Federica De Bortoli in The Mountain
- Valentina Mari in Hidden Palms
- Alessia Amendola in The Joneses